# 나와역 (돗토리현)
나와역(일본어: 名和駅)은 일본 돗토리현 사이하쿠군 오야마정에 있는 서일본 여객철도 산인 본선의 역이다. 단선 승강장 1면 1선의 구조를 지낸 지상역이며, 보통 열차만이 정차한다.

## 역 주변
- 오야마 정청
- 국도 제9호선

## 역사
- 1909년 3월 11일 : 나와 가승강장(일본어: 名和仮乗降場)으로 개업.
- 1912년 1월 31일 : 역으로 격상되어, 나와 가정거장으로 개업.
- 1955년 2월 10일 : 나와역으로 개칭.
- 1987년 4월 1일 : 민영화에 의해, 서일본 여객철도로 이관.

## 인접 정차역
| 서일본 여객철도 산인 본선 | 서일본 여객철도 산인 본선 | 서일본 여객철도 산인 본선 |
| ------------------------- | ------------------------- | ------------------------- |
| 미쿠리야 교토 방면        | ■ 산인 본선               | 다이센구치 요나고 방면    |